# Fußball-Regionalliga Südwest (1963–1974)
Die zweitklassige Fußball-Regionalliga Südwest war eine Liga im deutschen Profifußball.

## Gründungsmitglieder der Regionalliga Südwest 1963/64
Borussia Neunkirchen, FK Pirmasens, 1. FSV Mainz 05, Eintracht Trier, SV Saar 05 Saarbrücken, VfR Kaiserslautern, Sportfreunde 05 Saarbrücken, SV Phönix Ludwigshafen, Ludwigshafener SC, TuS Neuendorf, TuRa Ludwigshafen, SV Völklingen, TSC Zweibrücken, SV Weisenau, VfR Frankenthal, BSC Oppau, Phönix Bellheim, ASV Landau, Wormatia Worms und SV Niederlahnstein.

## Spielzeiten
Von 1963/64 bis 1973/74 war die Regionalliga Südwest, gemeinsam mit den Regionalligen Nord, West, Berlin und Süd, eine von insgesamt fünf zweithöchsten Spielklassen unter der Bundesliga. Die Liga erstreckte sich über das gesamte Gebiet des FRVS, also die Bundesländer Rheinland-Pfalz und Saarland. Der Meister und Vizemeister der Regionalliga nahmen mit den Vertretern der anderen vier Staffeln an der Aufstiegsrunde zur Bundesliga teil, in der jeweils der Erste zweier Fünfergruppen aufstieg. In elf Jahren Regionalliga gelang das nur einem einzigen Südwestverein, nämlich VfB Borussia Neunkirchen (1964 und 1967). Die letzten beiden Vereine der Tabelle stiegen in die Amateurliga ab. 1966 und 1968 stieg zusätzlich der Drittletzte ab, da in diesen Jahren mit Borussia Neunkirchen ein Bundesligist in die Regionalliga abstieg.

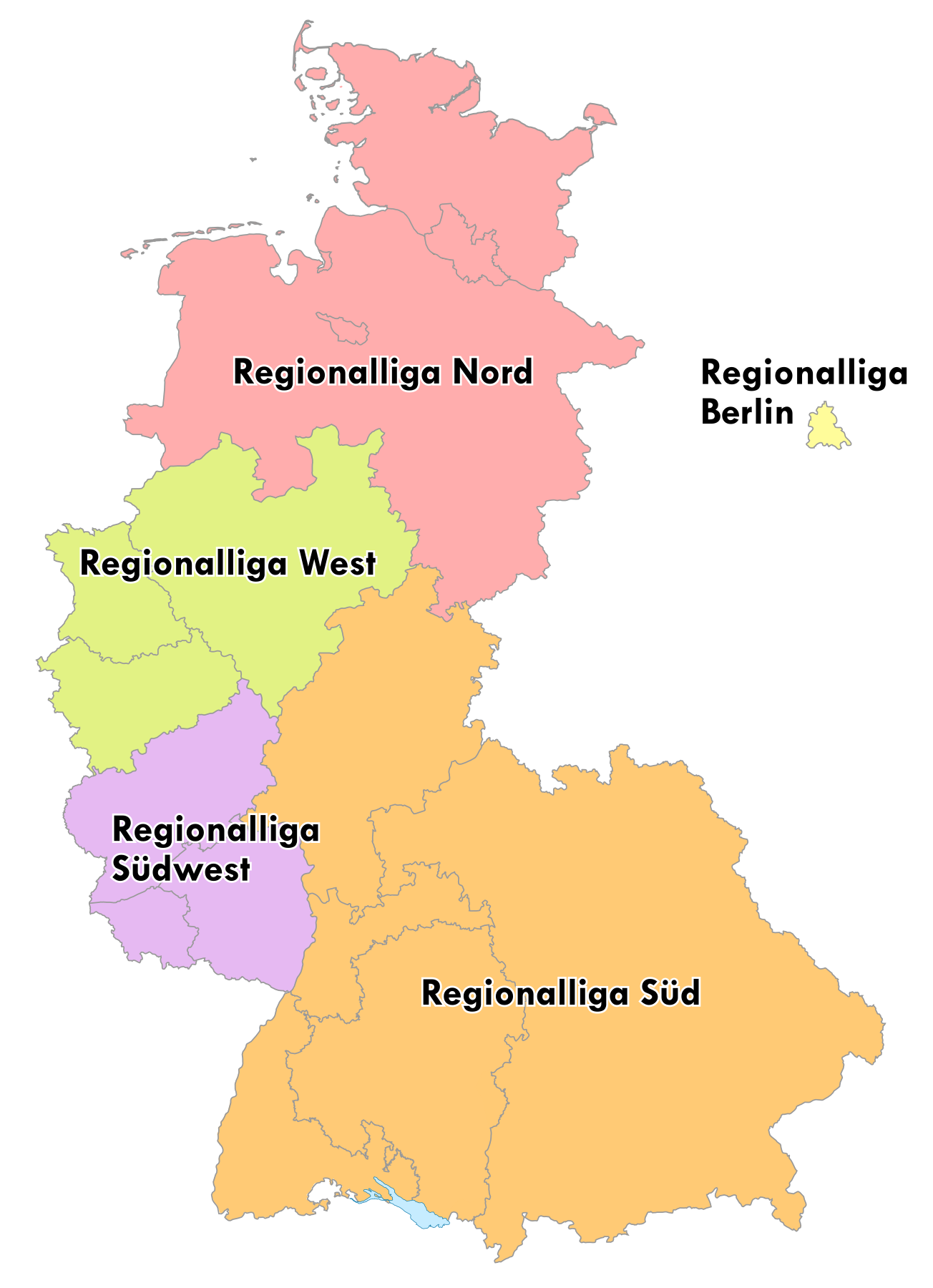
5 Regionalliga-Staffeln von 1963/64 bis 1973/74.

## Meister und Vizemeister
| Jahr | Meister                  | Vizemeister            |
| ---- | ------------------------ | ---------------------- |
| 1964 | VfB Borussia Neunkirchen | FK Pirmasens           |
| 1965 | 1. FC Saarbrücken        | VfR Wormatia Worms     |
| 1966 | FK Pirmasens             | 1. FC Saarbrücken      |
| 1967 | VfB Borussia Neunkirchen | 1. FC Saarbrücken      |
| 1968 | SV Alsenborn             | TuS Neuendorf          |
| 1969 | SV Alsenborn             | TuS Neuendorf          |
| 1970 | SV Alsenborn             | FK Pirmasens           |
| 1971 | VfB Borussia Neunkirchen | FK Pirmasens           |
| 1972 | VfB Borussia Neunkirchen | SV Röchling Völklingen |
| 1973 | 1. FSV Mainz 05          | SV Röchling Völklingen |
| 1974 | VfB Borussia Neunkirchen | 1. FC Saarbrücken      |

(fettgeschriebene Teams = Aufsteiger)

## Rekordsieger
| Rang | Verein                   | Meisterschaften |
| ---- | ------------------------ | --------------- |
| 1.   | VfB Borussia Neunkirchen | 5               |
| 2.   | SV Alsenborn             | 3               |
| 3.   | 1. FC Saarbrücken        | 1               |
| 3.   | FK Pirmasens             | 1               |
| 3.   | 1. FSV Mainz 05          | 1               |